# Filippinsk (sprog)
Filippinsk er nationalsproget på Filippinerne. Der tales over 80 vidt forskellige sprog eller dialekter, som er baseret på sproget tagalog, som tales i og omkring hovedstaden Manila. Af andre store befolknings- og sproggrupper kan nævnes ilocano som tales i og omkring Ilocos regionen og cebuano som tales i og omkring Cebu. I skolen lærer børnene engelsk fra børnehaveklasseniveau og mange mennesker kan tale og forstå meget engelsk. Engelsk er stadig det foretrukne sprog indenfor handel og politik, og i skoler og på videregående uddannelser undervises der på og i filippino og engelsk. Det vil sige, at et skolebarn som ikke vokser op i Manila regionen, først og fremmest skal lære sit lokale sprog eksempelvis cebuano. Dernæst skal det for at kunne følge undervisningen i skolen lære både engelsk og nationalsproget filipino.